# 시스템

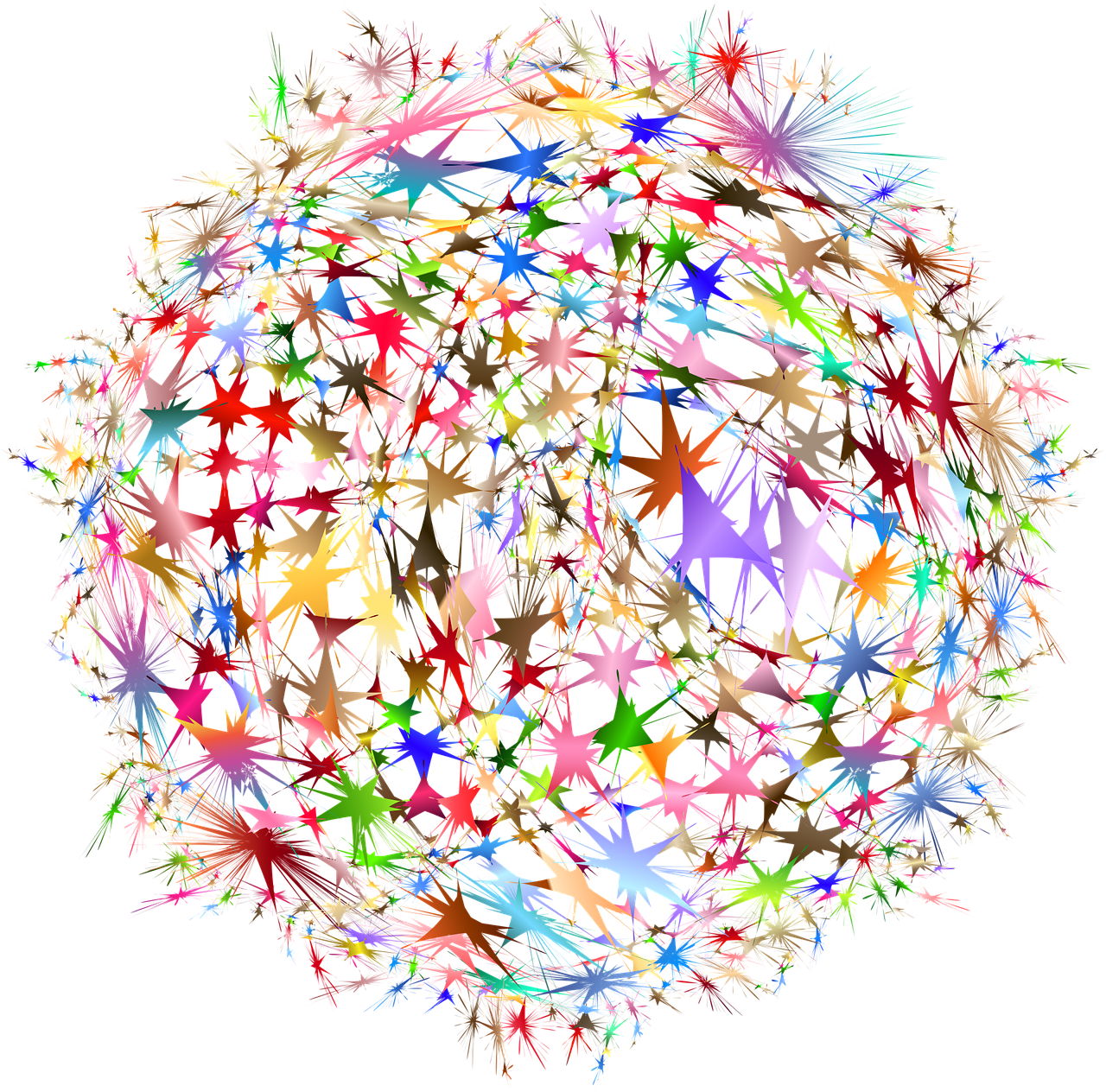

시스템(영어: system)은 각 구성요소들이 상호작용하거나 상호의존하여 복잡하게 얽힌 통일된 하나의 집합체(unified whole)다. 또는 이 용어는 복잡한 사회적 체계의 맥락에서 구조와 행동을 통제하는 규칙들의 집합체를 일컫기도 한다.

## 용어
"시스템"(system)은 라틴어 systēma, 그리스어 systēma로부터 유래한다. 체제, 체계로도 번역된다.

## 역사
마샬 맥루한에 따르면,

"시스템"은 "볼 것"을 의미한다. 시스템화를 위해서는 매우 높은 시각적 경사도가 필요하다. 철학에서 데카르트 전에 "시스템"은 없었다. 플라톤은 "시스템"이 없었고. 아리스토텔레스도 "시스템"이 없었다.

19세기 열역학을 연구하던 프랑스의 과학자 니콜라 레오나르 사디 카르노는 자연 과학에서 "시스템"이란 개념의 발전을 개척했다. 1824년에 그는 작업 물질(일반적으로 대량의 수증기)이라 부르던 것을 연구했다.

## 같이 보기
- 물리계
- 제어 시스템
- 복잡계
- 형식 체계
- 정보 시스템
- 사회 체계
- 소프트웨어 시스템
- 태양계
- 인체해부학
- 시장 (경제학)
- 열역학계
- 블랙박스